# Bakkropp

Bakkroppen är markerad med C.

Bakkroppen eller abdomen är den bakersta delen av insekter, spindlar och många kräftdjur. Det finns en tydlig synlig gräns mellan bakkroppen och kroppens främre delar.
Hos insekter är den uppbyggd av en rad konkava kitinskivor på ovansidan, och konvexa skivor längre ned. Hela strukturen hålls samman av ett starkt men ändå elastiskt tunt skikt. 
Bakkroppen på insekter består ursprungligen av elva segment, men många nutida arter har färre segment, och vissa urinsekter har fler. Den innehåller bland annat insektens matspjälkningskanal och reproduktionsorgan.
Extremiteter på bakkroppen har endast urinsekter, några insektslarver och flera kräftdjur. Det finns diskussioner om den kroppsdel hos kräftdjur som bär extremiteter kan godkännas som abdomen eller inte.